# Body Say (песня Деми Ловато)
Body Say — песня, записанная американской певицей Деми Ловато в качестве подарка для фанатов. Исполнялась певицей во время тура Future/Now.

## Написание и релиз
Авторами песни являются сама Ловато, Саймон Вилкокс и Нолан Ламброза (который также работал с Селеной Гомес над «Good for You» и Ритой Ора над «Poison»). В связи с продюсерством сингла Ноланом песня получила сравнение с хитом Гомес.
Премьера песни состоялась 30 июня в iTunes Новой Зеландии, а 1 июля в США и по всему миру.

## Живые выступления
29 июня 2016 года Ловато начала гастроли с Ником Джонасом в рамках их тура «Future Now Tour» в Атланте, где песня была впервые представлена широкой публике вживую.